# Полосовой фильтр

Пример амплитудно-частотной характеристики типичного полосового фильтра

Электрическая принципиальная схема одного из вариантов LC-полосового фильтра средней сложности

Полосово́й фильтр — фильтр, пропускающий составляющие спектра электрического сигнала, находящиеся в некоторой полосе частот.
Полосовой фильтр — линейная система и может быть представлен в виде последовательно включённых фильтра верхних частот и фильтра нижних частот.
Идеальный полосовой фильтр имеет прямоугольную амплитудно-частотную характеристику и характеризуются двумя частотными параметрами:
- нижняя частота среза {\displaystyle \omega _{1}\ (f_{1})};
- верхняя частота среза {\displaystyle \omega _{2}\ (f_{2})}.

В свою очередь, практически реализуемые полосовые фильтры характеризуется четырьмя частотными параметрами:
- нижняя граница полосы пропускания {\displaystyle \omega _{P1}};
- верхняя граница полосы пропускания {\displaystyle \omega _{P2}}.
- нижняя граница полосы задерживания {\displaystyle \omega _{S1}};
- верхняя граница полосы задерживания {\displaystyle \omega _{S2}};

а также двумя амплитудными параметрами:
- максимальное подавление в полосе пропускания{\displaystyle R_{P}};
- минимальное подавление в полосе пропускания{\displaystyle R_{S}}.

Примером простейшего такого фильтра может служить колебательный контур (цепь из последовательно соединенных резистора, конденсатора и индуктивности).